# Meag
Meag är en firma i Köping som har som främsta uppgift att tillverka produkter i betong. De tillverkar bland annat rör i betong. De har också en stor tillverkning av fundament till belysningsstolpar för vägbelysning. Den som är uppmärksam kan se att det ibland kan stå signerat Meag på fundamenten till belysningsstolparna. Meag tillverkar även utrustning för trafiksäkerhet.